# Ismael Íñiguez
Ismael Íñiguez (n. 23 de julio de 1981 en Ocotlán, Jalisco), es un exfutbolista y entrenador mexicano. Jugaba como extremo por izquierda, debutó en la Primera División de México con Morelia y se retiró con Correcaminos de la UAT de la Liga de Ascenso de México.
Actualmente es Director técnico del cuadro Sub-15 de los Pumas de la UNAM. 

## Trayectoria
Luis Fernando Tena le otorgó la oportunidad de debutar en la Primera División de México con Morelia el 21 de julio de 2001, enfrentando a los Tigres de la UANL en el Estadio Jalisco, en partido correspondiente a la Jornada 1 del Invierno 2001; Íñiguez ingresó al terreno de juego al minuto 81 por Alex Fernandes y el conjunto Purépecha ganó 3-1.
De cara al Apertura 2003 fue traspasado a los Pumas de la UNAM. Con los Pumas conquistó tres títulos de Liga, la Copa Campeón de Campeones 2003-04 y el Trofeo Santiago Bernabéu 2004.
Jugó la Temporada 2010-2011 con el Club Necaxa.
En el verano del 2011 se unió a los Xoloitzcuintles de Tijuana, equipo recién ascendido al Máximo Circuito. En el siguiente año llegó a los Lobos de la BUAP de la Liga de Ascenso de México.
Su última Temporada como profesional fue con Correcaminos de la UAT, también en la División de Plata del fútbol mexicano. 
Velocidad y regate fueron sus principales características, constantemente sufría lesiones lo que mermaron su desempeño futbolístico.

## Clubes

### Futbolista
| Club                   | País              | Año       |
| ---------------------- | ----------------- | --------- |
| Morelia                | México            | 2001-2003 |
| UNAM                   | 2003-2010         |           |
| Pumas Morelos (Cárnet) | Bicentenario 2010 |           |
| Club Necaxa            | 2010-2011         |           |
| Club Tijuana           | 2011-2012         |           |
| Lobos de la BUAP       | 2012-2013         |           |
| Correcaminos de la UAT | 2013-2014         |           |

#### Partidos y goles
| Competencia                   | Partidos | Goles |
| ----------------------------- | -------- | ----- |
| Primera División de México    | 310      | 42    |
| Primera División 'A'          | 39       | 8     |
| Liga de Campeones de CONCACAF | 21       | 5     |
| Copa México                   | 15       | 2     |
| Copa Libertadores             | 12       | 4     |
| Copa Sudamericana             | 7        | 0     |
| InterLiga                     | 3        | 0     |
| Total                         | 407      | 61    |

## Selección nacional

### Categorías menores
Sub-22
El entrenador Carlos de los Cobos, citó a Íñiguez para que se integrara a la selección que disputaría los Juegos Centroamericanos y del Caribe 2002 en El Salvador.
Sub-23
Formó parte de la Selección Sub-23 que conquistó el Preolímpico de Concacaf de 2004 en el Estadio Jalisco y obtuvo el boleto a Juegos Olímpicos de Atenas 2004. En Atenas, participó en los tres encuentros de fase de grupos.
| Certamen     | Sede   | Resultado      | Partidos | Goles |
| ------------ | ------ | -------------- | -------- | ----- |
| JJ. OO. 2004 | Atenas | Fase de grupos | 3        | 0     |

| Fecha        | Estadio                                | Encuentro | Resultado |
| ------------ | -------------------------------------- | --------- | --------- |
| 11 de agosto | Estadio Panthessaliko, Volos           | Fecha 1   | 0-0       |
| 14 de agosto | Estadio Georgios Karaiskakis, El Pireo | Fecha 2   | 1-0       |
| 17 de agosto | Estadio Panthessaliko, Volos           | Fecha 3   | 2-3       |

## Palmarés

### Futbolista

#### Campeonatos nacionales
| Categoría                  | Título                       | Club | País   |
| -------------------------- | ---------------------------- | ---- | ------ |
| Primera División de México | Clausura 2004                | UNAM | México |
| Primera División de México | Campeón de Campeones 2003-04 | UNAM | México |
| Primera División de México | Apertura 2004                | UNAM | México |
| Primera División de México | Clausura 2009                | UNAM | México |

#### Campeonato internacional
| Título                          | Club             | Sede   | Año  |
| ------------------------------- | ---------------- | ------ | ---- |
| Preolímpico de Concacaf de 2004 | Selección Sub-23 | México | 2004 |

#### Otros
| Título                                               | Club                      | Sede        | Año  |
| ---------------------------------------------------- | ------------------------- | ----------- | ---- |
| 2do. lugar Juegos Centroamericanos y del Caribe 2002 | Selección Mexicana Sub-23 | El Salvador | 2002 |
| Trofeo Santiago Bernabéu 2004                        | UNAM                      | España      | 2004 |